# ぼくの体はツーアウト
『ぼくの体はツーアウト』（ぼくのからだはツーアウト）は、よしたにによる日本の漫画作品。集英社の青年漫画雑誌『ビジネスジャンプ』において2010年20号から2011年21・22合併号まで連載し、同誌の廃刊に伴い、後継誌の『グランドジャンプ』に2011年12月7日号（創刊号）から2015年22号まで連載。

## 概要
30代で成人病の危険があり、健康にやや不安を感じている作者のよしたにが、自身の肉体改善を目指して実際に体験した様々な治療やヘルスケア（人間ドックやアジア系マッサージなど）を基にした漫画作品。これまでは『ぼく、オタリーマン。』や『理系の人々』など、主に自身の勤務するIT企業での出来事や理系あるあるネタをテーマとしてきたが、今回は初めてそれ以外のテーマで執筆している。タイトルは第1話で受けた人間ドックの医師が「このままだと40歳までに確実に糖尿病になる」「動脈硬化の原因となる3条件のうち、高血糖を除く尿酸値とコレステロールの数値が悪いのでツーアウト」と宣告したことに由来する。
『ぼく、オタリーマン。』や『理系の人々』は自身のウェブサイトやブログに投稿した作品を単行本化しており、商業誌での連載を持つのは今作が初。雑誌での連載時は白黒原稿であるが、単行本として発売する際に全てフルカラー原稿に塗りなおしている。また、単行本では連載作品以外の描き下ろしやおまけエピソードも追加されている。

## 単行本
- よしたに『ぼくの体はツーアウト』 集英社〈愛蔵版コミックス〉、全8巻
  1. 2011年5月20日発売、ISBN 978-4-08-782381-3
  2. 2012年4月6日発売、ISBN 978-4-08-782427-8
  3. 2013年2月22日発売、ISBN 978-4-08-782480-3
  4. 2013年7月19日発売、ISBN 978-4-08-782674-6
  5. 2014年3月5日発売、ISBN 978-4-08-782749-1
  6. 2014年10月17日発売、ISBN 978-4-08-792700-9
  7. 2015年4月17日発売、ISBN 978-4-08-792702-3
  8. 2015年12月18日発売、ISBN 978-4-08-792706-1